# Shampoo

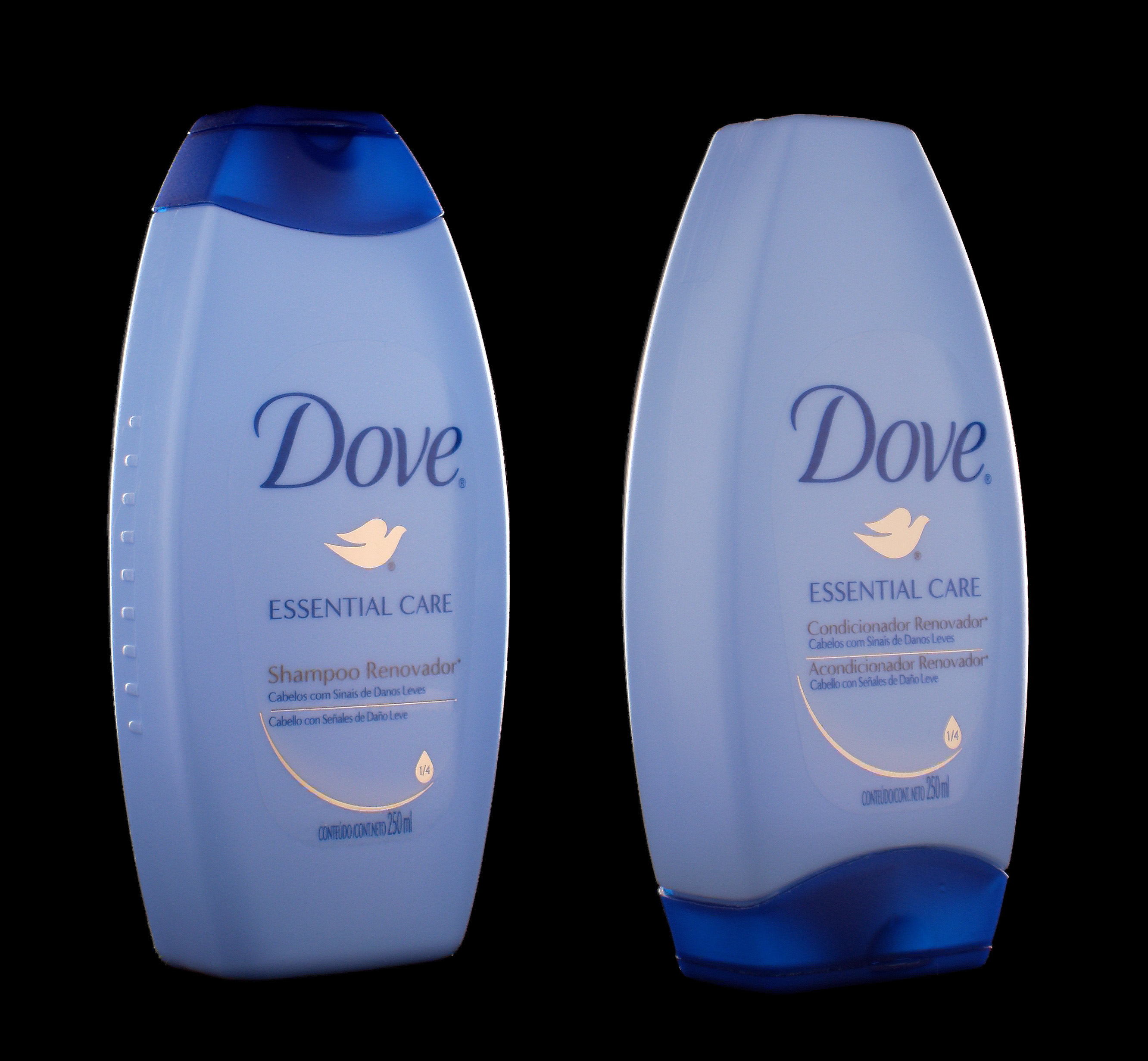
Shampoo

Shampoo is een cosmetisch product, meestal vloeibaar maar soms in poedervorm, voor de reiniging van haar. Een shampoo bevat een detergent om stof en vuil van de haren en hoofdhuid te verwijderen door af te spoelen met water, zonder evenwel de natuurlijke oliën die het haar beschermen mee te verwijderen. Er zijn shampoos voor verschillende haartypes, en antiroosshampoo, babyshampoo (niet prikkelend voor de ogen), shampoo tegen hoofdluis en vele andere soorten. Shampoo in poedervorm wordt 'droogshampoo' of 'shampoo zonder water' genoemd. Er bestaat ook shampoo in de vaste vorm, dit ziet eruit als een stuk zeep. Voor honden, katten of andere huisdieren bestaan er eveneens shampoos, soms met insecticides om vlooien en dergelijke te bestrijden. Shampoos kunnen kant-en-klaar worden gekocht bij drogisterij of supermarkt.

## Ingrediënten
De voornaamste ingrediënten van een shampoo zijn:
- het reinigingsmiddel, een tenside (oppervlakte-actieve stof)
- additieven voor allerlei doeleinden:
  - om de viscositeit (stroperigheid) te verhogen
  - geurstof
  - kleurstoffen
  - in shampoos met conditioner: producten om de zachtheid, glans, of volume van het haar te beïnvloeden, om drogen en kammen te vergemakkelijken; om de statische elektriciteit te verminderen, etc.
- de grootste fractie (tot meer dan 80%) van een shampoo is water

"Antiroosshampoo" bevat een stof zoals zinkpyrithion of pirocton-olamine.
"Babyshampoo" of shampoo voor kinderen bevat vaak alleen "mildere" tensiden.

## Fabrikanten
Enkele bekende fabrikanten van shampoo zijn:
- Garnier (Fructis)
- L'Oréal
- Colgate-Palmolive (Palmolive)
- Procter & Gamble (Head & Shoulders, Vidal Sassoon, Pantène, Wella, Herbal Essences)
- Unilever (Timotei, Andrélon)
- Schwarzkopf
- Henkel (Fa)
- Johnson & Johnson (Neutrogena)
- Omega Pharma (Bodysol)
- Nivea